# Joachim Stefan Bartoszewicz

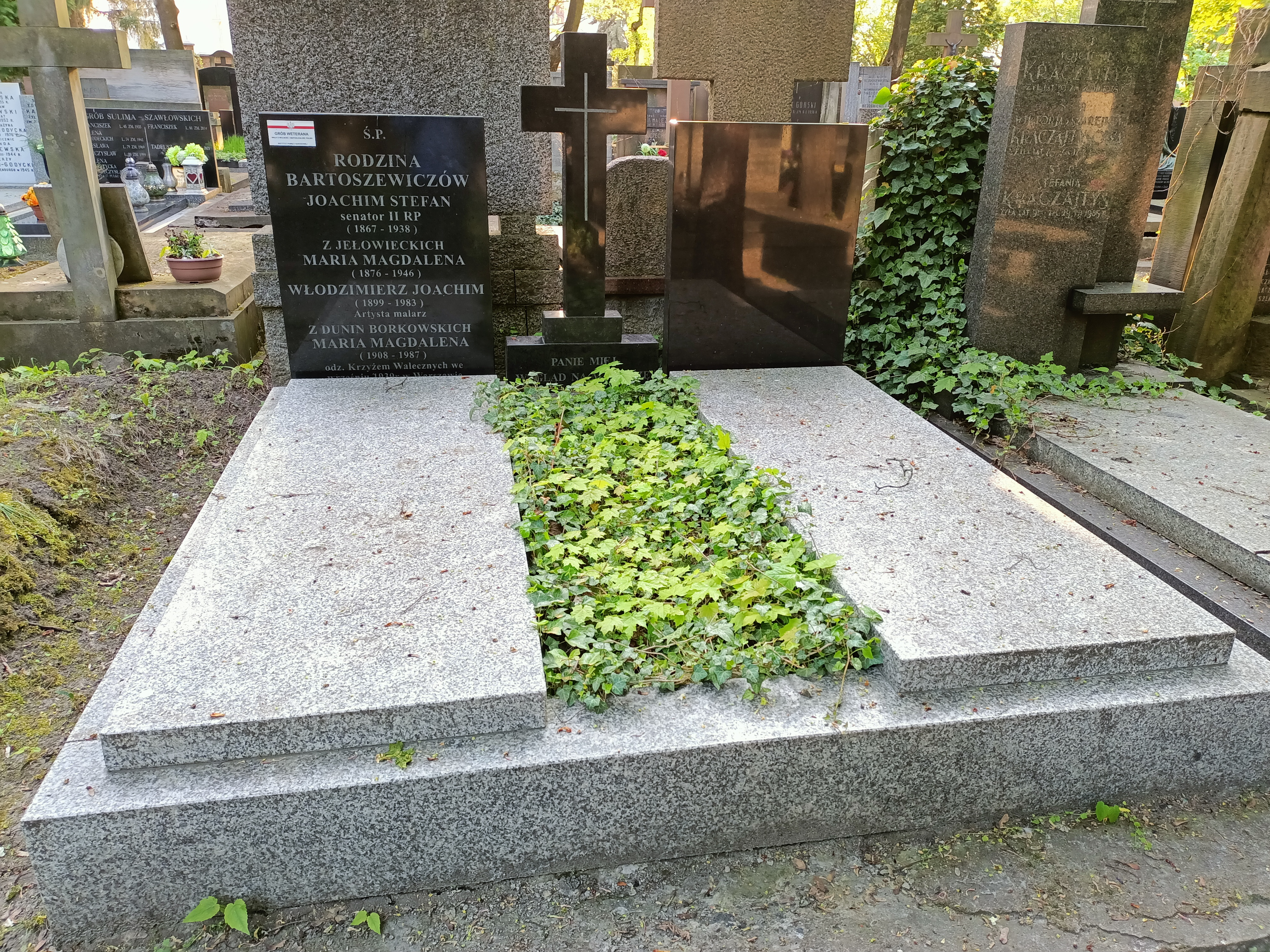
Grób Joachima Stefana Bartoszewicza na cmentarzu Powązkowskim w Warszawie

Joachim Stefan Bartoszewicz (ur. 3 września 1867 w Warszawie, zm. 23 września 1938 tamże) – polski polityk endecki, publicysta, działacz niepodległościowy, prawnik, lekarz, prezes Stronnictwa Narodowego w latach 1928-1937. Ojciec malarza Włodzimierza Bartoszewicza

## Życiorys

### Pochodzenie i wykształcenie
Był synem również Joachima, doktora medycyny, oraz Haliny z Mittelstaedtów. W 1884 roku ukończył V Gimnazjum Filologiczne w Warszawie. Następnie, pod wpływem ojca, podjął studia medyczne na Wydziale Lekarskim Cesarskiego Uniwersytetu w Warszawie, uzyskując tamże doktorat i dyplom lekarski (1890). Po ukończeniu studiów krótko prowadził samodzielną praktykę lekarska, a następnie pracował jako asystent w klinice ginekologiczno-położniczej w Warszawie. W 1892 roku wyjechał do Paryża, by poznać nowe metody leczenia. Pobyt tam spowodował, że podjął decyzję o porzuceniu praktyki lekarskiej i rozpoczął studia w Szkole Nauk Politycznych (École Libre des Scienses Politiques) na Wydziale Dyplomatycznym. Po dwóch latach (1894) uzyskał dyplom, otrzymując pierwszą nagrodę, a także wielkie odznaczenie (1-er prix et grande distinction). Jego praca pt. „La révolution polonaise de 1831 et de détrônement de Nicolaus” ukazała się drukiem w „Annales de l’Ecole de Sciences politiques”. Wedle wspomnień Stanisława Grabskiego „zaofiarowano mu stypendium naukowe na dalsze studia z prawa państwowego w Anglii. Ale pragnął on raczej praktycznej niż naukowej pracy politycznej, a możność takiej pracy widział w Galicji. Pojechał więc do Lwowa”. Na tutejszym uniwersytecie ukończył prawo, uzyskując doktorat obojga praw w 1897 roku („Die Erbschaftsteuer im internationalen Rechte”).

### Praca zawodowa i rodzina
Pracował jako urzędnik we Lwowie w tamtejszym wydziale gminnym. Pełnił także funkcję referenta, kierownika biura statystycznego Wydziału Krajowego. Tu pracował do 1903 roku. W „Wiadomościach Statystycznych” opublikował prace: „Prawo ubogich w Galicji” oraz „Siła podatkowa gmin wiejskich w Galicji”. Jednocześnie nie zaniedbywał pracy naukowej, jednak koleje jego życia nie związały go z katedrą uniwersytecką. W 1898 roku poślubił Magdalenę Bożeniec-Jełowicką (1876–1946), ziemiankę z Wołynia. Miał z nią syna Włodzimierza. W 1904 roku opuścił z rodziną Lwów i osiadł w rodzinnym majątku żony w Brykuli (powiat trembowelski).

### Działalność społeczno-polityczna
Działaczem obozu wszechpolskiego był jeszcze przed wybuchem I wojny światowej. Pod koniec 1905 Bartoszewicz przybył do Kijowa, a rodzina sprowadziła się w lutym 1906. W latach 1906–1912 był redaktorem naczelnym (po krótkim epizodzie w pełnieniu tej funkcji przez Witolda Lewickiego) organu prasowego Narodowej Demokracji „Dziennik Kijowski”. Opublikował na łamach tego pisma co najmniej 250 artykułów. Od 1906 roku pełnił także funkcję Komisarza Ligi Narodowej w Kijowie na ziemie ruskie. W 1911 roku został powołany do Rady Głównej Ligi Narodowej. Brał także udział w zjeździe tejże organizacji w 1912 roku w Pieniakach (powiat brodzki) u Tadeusza Cieńskiego.
Za działalność polityczną i patriotyczną (m.in. udział w konspiracyjnych spotkaniach z młodzieżą akademicką) został w 1912 roku aresztowany i spędził w więzieniu trzy miesiące. Pobyt stał się przyczyną choroby oczu, która w efekcie przyczyniła się w czasie późniejszym do poważnego osłabienia i następnie do utraty wzroku.

### Okres Wielkiej Wojny
Z momentem wybuchu konfliktu zbrojnego w sierpniu 1914 roku był głównym inicjatorem i organizatorem powołania do życia „Towarzystwa Pomocy Ofiarom Wojny”. Pełnił w nim funkcję prezesa Rady Okręgowej, obejmującej pięć guberni Wołynia i Podola. Towarzystwo zajmowało się działalnością dobroczynną, wspierając ludność miejscową, ale i potem napływową z ziem Królestwa i Galicji. Obok tego rozwinęło także działalność kulturową i oświatową, w czym pomagały znaczne fundusze, jakie udało mu się zgromadzić. Bartoszewicz należał także do inicjatorów budowania polskich oddziałów wojskowych na tamtejszym terenie.
W marcu 1917 roku został członkiem Polskiego Komitetu Wykonawczego na Rusi. Komitet reprezentował i bronił Polaków oraz koordynował prowadzenie polityki polskiej. Przyczynił się do powstania ponad tysiąca szkół początkujących i kilkudziesięciu średnich. Innym wyrazem aktywności Polaków było m.in. powstanie na wiosnę 1917: Wyższych Kursów Naukowych (Bartoszewicz był tam wykładowcą), Towarzystwa Naukowego, Towarzystwa Krajoznawczego, Towarzystwa Popierania Kultury i Nauki.
W czerwcu 1917 odbył się w Kijowie zjazd polskich organizacji działających na terenie Rusi, gdzie przemówienie otwierające spotkanie wygłosił Bartoszewicz. Przybyło ponad pół tysiąca delegatów, którzy reprezentowali ponad dwieście organizacji. Większość była związana z narodową demokracją. Przedstawiciele ugrupowań socjalistycznych wywołali kryzys i w lipcu 1917 utworzyli odrębną Polską Centralę Demokratyczną. Odbyty w tym samym czasie zjazd organizacji polskich w Moskwie powołał do życia Radę Polską Zjednoczenia Międzypartyjnego. Bartoszewicz wszedł do jej Komitetu Wykonawczego w 1918.
Zdobycie Kijowa przez bolszewików w lutym 1918 sparaliżowało nie tylko miasto, lecz i działalność polskich organizacji. Bartoszewicz musiał starać się o wyciągnięcie z więzień aresztowanych przez komunistów polskich oficerów. Dopiero wkroczenie Niemców, którzy przepędzili bolszewików, przyniosło pewne uspokojenie i stabilizację, chociaż wiele form aktywności musiało pozostać w ukryciu.
W październiku 1918 razem z rodziną opuścił Kijów i wziął udział w zjeździe narodowych demokratów w Lublinie, odwiedzając w tym samym czasie Lwów. Przez Kraków, do Warszawy dotarł 11 listopada 1918. Tutaj włączył się aktywnie w działalność polityczną. Jednocześnie pod koniec 1918 podjęto decyzję o wyjeździe Bartoszewicza na konferencję pokojową w Paryżu.

### Działalność w KNP
Członek Komitetu Narodowego Polskiego i sekretarz delegacji polskiej do spraw politycznych na konferencji pokojowej w Paryżu w 1919 roku. Jako ekspert zajmował się tam zagadnieniami politycznymi i dyplomatycznymi. Stanął na czele Wydziału Politycznego. W latach 1919–1920 pełnił urząd honorowego attaché we Francji. Uczestniczył także w ostatnim posiedzeniu KNP 15 VIII 1919. W geście protestu wobec prowadzonej polityki przez władze państwa polskiego względem Ukrainy i Symona Petlury ustąpił w IV 1920 z zajmowanej funkcji i wrócił do Polski, do Poznania.

### Działalność w odrodzonej Polsce
Po powrocie do kraju napisał Walkę o Polskę, w której to broszurze przedstawił wydarzenia ostatniego czasu. Pracował także nad Podręcznym słownikiem politycznym do użytku posłów, urzędników państwowych, członków ciał samorządowych i wyborców, który został wydany pod koniec 1922. W tym samym roku przeprowadził się do Warszawy. 12 listopada 1922 został wybrany do senatu z listy nr 8 z woj. lubelskiego z ramienia Związku Ludowo-Narodowego. Wchodził w skład Zarządu Klubu Senackiego ZLN. 14 stycznia 1923 został wybrany do Zarządu Głównego ZLN. Zasiadał w nim do 1924. Aktywnie działał w Polskim Towarzystwie Opieki nad Kresami Wschodnimi. Tutaj wydał Znaczenie polityczne Kresów Wschodnich dla Polski. W Senacie I kadencji pracował w następujących komisjach: Spraw Zagranicznych, Wojskowych i Morskich, Regulaminowej oraz Konstytucyjnej. Najbardziej angażował się w działania związane z polityką zagraniczną. Nie zaniedbywał pracy publicystycznej, pisząc do „Kuriera Poznańskiego”, „Głosu Lubelskiego”, reaktywowanego „Przeglądu Wszechpolskiego” i „Gazety Warszawskiej”. Od 1925 do 1927 uczestniczył w pracach delegacji polskiej, która miała zawrzeć z Niemcami traktat handlowy. Niemcy rokowania zerwali. 28 listopada 1927 skończyła się kadencja parlamentu i praca Bartoszewicza w Senacie.

### Pod rządami sanacji
Po zamachu majowym i przegranych przez endecję wyborach z marca 1928, doszło do przekształcenia ZLN w Stronnictwo Narodowe. Bartoszewicz został 7 października 1928 jego prezesem (konkretnie stanął na czele Rady Naczelnej, był prezesem Zarządu Głównego i przewodniczył Komitetowi Politycznemu SN). Wpływ na objęcie przez niego tych funkcji miał Roman Dmowski. Wszedł także w skład Straży Narodowej, która zastąpiła Ligę Narodową.
W 1929 opublikował Zagadnienia polityki polskiej. W książce tej wyłożył swój pogląd na najważniejsze kwestie polityczno-ustrojowe tamtego czasu. W wyborach w 1930 endecy wzmocnili swoją pozycję w parlamencie, zaś Bartoszewicz ponownie został senatorem III kadencji (1930–1935). W tym czasie nie był zbyt aktywnym parlamentarzystą. Jeśli już wypowiadał się na tematy polityczne, to koncentrował się wokół zagadnień związanych z polityką międzynarodową.
W 1937 stanął na czele sądu partyjnego, który badał udział członków SN w komersie korporacji „Arkonia”, w którym uczestniczył także Edward Rydz-Śmigły. Gdy przesłuchiwany Zbigniew Stypułkowski powiedział, że Bartoszewicz wyraził zgodę na jego udział w tym wydarzeniu (m.in. doszło do spotkania grupy działaczy SN z Rydzem-Śmigłym i gen. Władysławem Andersem) – dotychczasowy prezes SN ustąpił. Zmarł ponad rok później 23 IX 1938 w Warszawie. Przyczyną zgonu był atak serca. Pochowany na cmentarzu Powązkowskim w Warszawie (kwatera 284a-1-26/27).

## Poglądy

### Definiowanie narodu
Bartoszewicz stworzył oryginalną koncepcję narodu. Definiował go jako „związek natury politycznej, który się ustala w pewnym zespole ludzi przez wykonywanie w ciągu dłuższego czasu wspólnej, czynnej i swoistej roli historycznej”, dodając „niepodległość państwowa jest warunkiem tworzenia się narodu”. Podkreślał więc istotny fakt istnienia państwa oraz czynnik wspólnej historii. Odróżniał pojęcie narodu od narodowości, określając ją jako „związek etniczno-kulturalny, który wytwarza się wśród pewnego zespołu ludzi wskutek wspólnego ich pochodzenia, wspólnego zamieszkiwania jednego terytorium, jako też wspólności języka, wierzeń, obyczajów, prawa i kultury”. Wymienione elementy nie wystarczały, by społeczność o powyższych cechach uznać za naród. Charakterystyczne dla Bartoszewicza jest podkreślanie „czynnika politycznego” w definiowaniu narodu. Wyrazem tego miało być posiadanie państwa, a ciągłe podkreślanie wyrażało się w twierdzeniu, iż „Polska musi być silnym narodem”. Bartoszewicz – jak i jego ugrupowanie– głosił prymat narodu nad jednostką. Uważał, że „jednostka nie ma prawa wyrzec się związku z własnym narodem”. Widział realne zagrożenie dla istnienia narodu w liberalnie rozumianych dążeniach jednostek. W innej z publikacji pojęciu narodu przypisywał wartości etyczne, gdy pisał: „Naród to formacja historyczno-polityczna, to najważniejsza osoba moralna”. Twierdził, że „dzieje długich wieków uczyniły to, iż Polska, Litwa i Ruś zlały się w nierozłączną całość, że utworzyły wspólny naród i jednolite państwo”. Bartoszewicz pojęcie narodu stawiał ponad różnicami szczepowymi, językowymi i religijnymi, bo te konstytuują narodowość. Stąd uważał, że „można być świadomym członkiem narodu polskiego, a więc politycznie Polakiem, będąc jednocześnie Litwinem, Rusinem czy Białorusinem”.

### Państwo narodowe
Jednym z głównych celów politycznych endecji była budowa państwa narodowego. Bartoszewicz definiując państwo twierdził, że „jest to przymusowa organizacja danego, na pewnem terytorium umiejscowionego, społeczeństwa ludzkiego, które daje mu jako całości, możność celowego politycznego działania”. Utożsamiał rację stanu z racją państwa, w którym miał rządzić naród. Państwo traktowane jako jedno z narodem miało być taką organizacją, która „przy wolności obywateli, swobodzie języka, religji i kultury narodowościowej kierować się będzie jedną myślą, jednym interesem politycznym” Państwo nazywał narzędziem narodu. Przekształcenie państwa w państwo narodowe miało się dokonywać na drodze zmieniania funkcjonujących instytucji państwowych po prostu w instytucje narodowe. Podkreślał otwartość pojęcia „narodu politycznego” (przypominał, że dobrymi patriotami byli i Rusini, i Litwini, i Czesi, i Niemcy, niekoniecznie będący katolikami). Ale wskazywał, że „w Polsce (...) wszyscy mieszkańcy państwa podlegają woli i władzy narodu polskiego”. Koncepcje geopolityczne endecji zakładały, że między państwem niemieckim a Rosją (jaką by ona była) musi istnieć duże i silne państwo. Podobnie twierdził Bartoszewicz, pisząc, że „Polska zachować może swoją samoistność i niepodległość jedynie jako (...) mocarstwo”. Jako przedstawiciel obozu, który był przeciwny wszelkim przejawom przymusu państwowego, wyrażał jednak przekonanie, że pewne dziedziny życia państwowego muszą być scentralizowane. Tu jedną z głównych ról przypisywał polityce zagranicznej. Wiedział, że są ludzie inaczej pojmujący kwestię państwa. Będąc jednak przekonanym o słuszności proponowanych rozwiązań, pisał: „Trzeba raz wreszcie zrozumieć, że program władzy narodowej, to nie jest program „prawicy”, „narodowców”, „endeków”, czy „konserwatystów”; jest to program narodu polskiego. (...) program stawiany przez obóz narodowy ma tę specyficzną właściwość, różniącą go od innych programów partyjnych, że jest programem narodu polskiego, który i musi mieć władzę w swem państwie”.

### Stosunek wobec mniejszości narodowych

#### Słowianie i Litwini
Bartoszewicz był jednym z najbardziej kompetentnych polityków endeckich w kwestii znajomości zagadnień narodowych. Najwięcej miejsca w swojej publicystyce poświęcił on mniejszościom słowiańskim, a zwłaszcza Rusinom i Białorusinom. Pisał też bardzo często o Litwinach. Bartoszewicz uważał, że używanie słowa Ukraina względem ziem ruskich jest jak najbardziej fałszywe. Twierdził, że „termin Ukraina został przez prowodyrów narodowego i antypolskiego ruchu ruskiego w byłej Galicji Wschodniej najfałszywiej przyczepiony do ziem, które nigdy nic wspólnego z Ukrainą nie miały”. Bartoszewicz w myśl stworzonej przez siebie koncepcji narodu politycznego uważał, że Słowianie na Kresach powinni stać się Polakami (oczywiście w znaczeniu politycznym) jako regionalna grupa tejże nacji. Dla Bartoszewicza nie istniało pojęcie narodu ruskiego lub białoruskiego, więc traktował te mniejszości jako braci lub wręcz szczepy narodu polskiego. Stąd opowiadał się za polityką asymilacji tych mniejszości. Uważał, że w przeprowadzeniu tego procesu nie będzie większych przeszkód. Opowiadał się za szerzeniem polskiej oświaty na Kresach twierdząc, że tamtejsza ludność będzie się do niej „garnąć”. Podawał w wątpliwość konieczność tworzenia szkół niepolskich. Jeśli już takie miały powstawać, to tylko prywatne i poddane ścisłemu nadzorowi państwa. Nie odrzucał możliwości używania, jak to określił, „języków miejscowych” w oświacie. Ale szkoły musiały być przepojone duchem polskim. Rusin bądź Białorusin, zdobywszy wykształcenie w takiej szkole, idąc do urzędu, powinien umieć się porozumieć z urzędnikiem polskim.
Bartoszewicz twierdził, że niechęć Ukraińców i Białorusinów do Polaków wynikała nie z przyczyn etnicznych, ale gospodarczych. Dlatego opowiadał się za podniesieniem dobrobytu Kresów, by w ten sposób pozyskać mieszkańców tego terenu dla Polski i polskości. Uważał, że obok oświaty powinna tam funkcjonować administracja „sprawna, umiejętna i uczciwa”, a na stanowiska państwowe powinni być wysyłani najwartościowszy Polacy. Zalecał wprowadzenie porządku i bezpieczeństwa publicznego, a w przypadku łamania prawa – szybkiego wymiaru sprawiedliwości. Uczulał, by sądy były sprawiedliwe, ale ich wyroki ostre. To miało wzbudzać szacunek wobec prawa. Wszystkie te działania, a także wsparcie ekonomiczne tamtych terenów miało złagodzić antagonizmy i doprowadzić do szybszej i łatwiejszej polonizacji ludności ukraińskiej, białoruskiej, także litewskiej. Uwzględnienie prawnej, administracyjnej i samorządowej specyfiki ziem zamieszkałych przez mniejszości słowiańskie wcale nie oznaczało nadania im autonomii. Bartoszewicz przestrzegał przed tym, twierdząc, że mogło to zagrażać spoistości państwa. Tezy o polonizacji omawianych terenów i mniejszości, przybierały w pewnym momencie postać postulatów „repolonizacji”. Twierdził bowiem Bartoszewicz, że polonizacja Litwy i Rusi jest koniecznym skutkiem antypolskich i rusyfikacyjnych działań carów rosyjskich.
W przypadku mniejszości litewskiej stosunek Bartoszewicza do niej niczym nie różnił się od podejmowanych kwestii białoruskiej lub ukraińskiej, mimo że po roku 1919 endecy przyjęli do wiadomości fakt, że Litwini są odrębnym narodem i mają prawo do niepodległości. Dlatego nie głosili projektów polonizacji tej mniejszości, co propagował Bartoszewicz. Sugerował podtrzymywanie „swych pretensji do ziem litewskich”. Argumentował to koniecznością posiadania przez Polskę „szerokiego i mocnego” dostępu do Bałtyku. Te twierdzenia wpisywały się w oryginalne poglądy dotyczące polityki Polski, która według Bartoszewicza (pisał te słowa w 1924 roku) „ma formalne prawo do włączenia do swego terytorjum państwowego wszystkich ziem, które do niej należały w roku 1772”. Jeśli chodzi o Rosjan, to Bartoszewicz dostrzegał niewielką ich ilość liczebną w granicach Polski. Nie oznaczało to jednak ich bagatelizowania, sądził bowiem, że „politycznie nie są bez znaczenia”. Dotyczyło to zwłaszcza Wołynia, gdzie piastowali wiele posad urzędniczych, administracyjnych i w sądownictwie. Bartoszewicz widział konieczność szybkiego uregulowania tego problemu. Naprzeciw jego oczekiwaniom z pewnością wychodziły koncepcje i założenia obozu narodowego, proponującego usuwanie Rosjan z urzędów państwowych, a w sferze religijnej – usamodzielnienie cerkwi prawosławnej w Polsce.

#### Żydzi
Bartoszewicz antysemityzm rozumiał jako „ruch skierowany przeciwko Żydom”. Twierdził, że jego przyczyną nie jest rasizm, specyfika narodu czy społeczeństwa (wśród którego są Żydzi), sankcje państwa, a wyłącznie charakter Żydów. Są bowiem oni niechętni asymilacji, a dążą do „panowania nad światem”, co ułatwiają sobie poprzez społeczny i gospodarczy rozkład „narodów i państw nieżydowskich”. Dlatego antysemityzm jest dla Bartoszewicza „naturalnym odruchem żywotnego i dbałego o swój byt i rozwój społeczeństwa przeciwko destrukcyjnym wpływom coraz bardziej panoszącego się żydostwa”. Za promotora antysemityzmu w Polsce uważał Jana Jeleńskiego, wydającego od 1882 pismo „Rolę”. Żydzi nie mogli stać się członkami narodu politycznego w myśl koncepcji Bartoszewicza. Twierdził, że Żydzi nie poddadzą się asymilacji i zawsze będą sobą. Dlatego uważał, że mniejszość ta nie może odgrywać jakiejkolwiek roli w polityce i decydować o losach państwa. W praktyce mogło to oznaczać wręcz „pozbawienie Żydów praw obywatelskich”.
Bartoszewicz snuł też rozważania nt. roli i znaczenia Żydów w polityce międzynarodowej. Biorąc udział w obradach konferencji pokojowej w Paryżu, był przeświadczony o sile i wpływach delegacji żydowskiej na podejmowane decyzje. Twierdził, że celem „do którego dążą Żydzi z ich światową organizacją na czele”, jest „Judeo-Polonja, czyli państwo żydowsko-polskie”. Owa „światowa organizacja” miała na celu niszczenie rodzin, narodów, państw chrześcijańskich, by utrwalić panowanie narodu wybranego. Twierdzeń o międzynarodowym znaczeniu Żydów używał też jako argumentu walki politycznej w kraju. Uważał, że rządząca w Polsce na początku lat 20. XX w. lewica używała w dyplomacji Żydów, którzy pragnęli zniszczyć Polskę. Takie stawianie sprawy prowadziło do twierdzeń, że ich wpływy sięgały wszędzie. Wpływom żydowskim przypisywał uczynienie Gdańska wolnym miastem, urządzenie plebiscytu na Górnym Śląsku, czy też narzucenie traktatu o mniejszościach narodowych. Opisując sytuację w Sowietach używał sformułowania „żydowski bolszewizm”, a opowiadając się przeciwko idei federacyjnej twierdził, że realizacja tych celów byłaby w interesie Żydów.

#### Niemcy
Problematyce mniejszości niemieckiej w Polsce poświęcił Bartoszewicz niewiele miejsca. Miał świadomość niedogodności istniejących granic Polski, jednocześnie podkreślając przynależność ziem zachodnich do państwa, w czym widział zasługę Romana Dmowskiego i Komitetu Narodowego Polskiego (ubolewał nad faktem, że Gdańsk stał się Wolnym Miastem, zaś Prusy Wschodnie nie zostały oddzielone od Niemiec). Endecja uważała Niemców i państwo niemieckie za głównego wroga Polski, co rzutowało na stosunek wobec tej mniejszości. Narodowi demokraci żądali odgermanizowania administracji polskiej w zachodnich województwach państwa, zlikwidowania szkół idących niemieckim trybem nauczania. Pozytywnie wyrażali się o kwestii „likwidacji niemieckiej własności ziemskiej”. Niemców postrzegano jako naród o wiele silniejszy od polskiego, posiadający silne państwo, dające im wsparcie w Polsce. Skutkowało to prężnością na polu kulturalnym i politycznym. Dlatego proponowano prowadzenie wobec Niemców w Polsce polityki silnej ręki (od 1923), która z zamachem majowym została zaniechana.
Bartoszewicz dostrzegał, że Niemcy dadzą się łatwo spolonizować. Dowodził, że wiele rodzin niemieckich uległo polonizacji, a proces ten mogłaby jedynie przyspieszyć polityka okazująca siłę rządów polskich. Twierdził bowiem Bartoszewicz, że Niemiec ulega tylko sile, bo tę szanuje i uznaje. Jednak realizacja takiej właśnie polityki po 1926 była mało możliwa w momencie, gdy Niemcy w Polsce odczytali zamach jako słabość państwowości polskiej. Także publicystyka endecka i stosunek ZLN wobec mniejszości niemieckiej przejawiał się podkreślaniem łatwości ich polonizacji. Tym, co miało wspierać te procesy, miało być nawiązywanie kontaktów nie tylko towarzyskich, ale i rodzinnych (wręcz zalecano takowe). Podkreślano także rolę katolicyzmu i „absorpcyjne zdolności kultury polskiej”. Pomimo jednakże łatwości w polonizacji Niemców, widział Bartoszewicz ciągłą aktualność, a zarazem zgubne skutki niemieckiej polityki „drang nach osten, a germanofilię uznawał za ciężki błąd.

### Kwestie ustrojowe
W odrodzonej po 1918 Polsce ZLN był ugrupowaniem o charakterze parlamentarnym i taką formę rządów popierał. W łonie stronnictwa toczyła się debata o tym, czy najbardziej pasowałaby w Polsce monarchia, czy też może republika. Także Bartoszewicz zajął się tą problematyką uważając, że wprowadzenie w Polsce ustroju republikańskiego po 1918 było efektem sprawowania w owym czasie władzy przez ugrupowania socjalistyczne, o postępowym i radykalnym obliczu programu politycznego. Krytykował kształt konstytucji, ordynację wyborczą, słabą władzę prezydenta, fasadowość Senatu „z politycznem równouprawnieniem wszystkich obywateli, nawet (...) wrogów”. Uważał, że wprowadzenie ustroju monarchicznego, czy też republikańskiego, jest uzależnione od tego, jakim jest naród i państwo. Przytaczał Monteskiusza, dla którego republika najpełniej miała się realizować w państwie, którego obywatele odznaczają się posiadaniem „cnoty obywatelskiej”. Tej u swoich rodaków Bartoszewicz nie dostrzegał, uważając, że „w Polsce rzeczpospolita daleka jest od ideału”, gdyż mieszkańcy państwa nie potrafią dostosować się i realizować celów postawionych przed obywatelami republikańskiej formy rządów. Twierdził, że takie problemy nie występują w monarchii, gdzie władca dziedziczny panuje i nie zastępuje narodu, tylko „personifikuje [jego] ideę”. Natomiast o prezydencie wyrażał się nie jako o uosobieniu narodu, tylko nazywał go jego plenipotentem. Ostatecznie uważał, że jeśli republika jest sprawnie zarządzana, a demokracja w niej funkcjonuje prawidłowo, to „może niewątpliwie trudne zadanie państwowe wykonać z sukcesem”. Twierdził w związku z tym, że nie można autorytatywnie rozsądzić, która forma władzy jest lepsza, bo to zależy od konkretnej sytuacji. Dla narodowych demokratów kwestia wyboru ustroju nie była zagadnieniem pierwszorzędnej wagi. Przede wszystkim liczył się fakt, że państwo ma służyć dobru narodu. Obok postulatu rewizji konstytucji z 1921 roku, Bartoszewicz dostrzegał złe funkcjonowanie parlamentu. Odwołując się do wzorca angielskiego twierdził, że w parlamencie powinny zasiadać 2 lub 3 stronnictwa polityczne. Uważał, że w Polsce, której historia zna koterie, fakcje – jest to bardzo trudne do zrozumienia. Ponadto w jego opinii społeczeństwo polskie nie rozumiało, że w kraju były tylko dwa programy polityczne: narodowy i międzynarodowy. W tej sytuacji proponował, by w parlamencie, jako przedstawicielstwie narodu, zasiadali jego członkowie, nie zaś obywatele państwa. Podkreślał też fakt, że parlament powinien być dwuizbowy. Mając polski charakter, tworzyłby dobre prawo. Te zmiany miały zlikwidować rozdrobnienie w sejmie, gdyż władzę sprawowałaby polska większość, na której opierałby się stabilny rząd. Obok zmian o charakterze ustrojowym, postulował przemianę mentalności Polaków. Trwał na stanowisku, że parlament musi istnieć, bo jego brak oznaczałoby autokrację („Polska zatem nie może się obyć bez parlamentu”), ale parlament musiał się zmienić. Ponadto postulował wzmocnienie stanowiska Senatu, którego kompetencje uważał za zbyt okrojone. Proponował także powołanie organu, którego zadaniem byłoby wspieranie zabiegów legislacyjnych (na wzór francuskiego „Conseil d’etat”, oczywiście dostosowanego do warunków panujących w kraju).
Bartoszewicz twierdził, że państwo funkcjonujące na podstawie konstytucji marcowej „wegetuje”: prezydent nie może zrealizować swoich zamierzeń, rząd nie ma mocnej pozycji, bo jest tworzony przez rozbity i rozczłonkowany sejm, a administracja jest bez tradycji, o nie ustalonym zakresie obowiązków. To zainspirowało go do stwierdzenia, że „Polska choruje na to, na co tak długo w czasach swego upadku chorowała, t.j. na brak egzekutywy”.
Pod koniec l. 20. XX w. Bartoszewicz zaproponował konkretne sposoby uzdrowienia sytuacji panującej w kraju: „1. parlament powinien być przedstawicielstwem narodu, a nie ogółu obywateli państwa; 2. parlament winien składać się z dwu izb prawodawczych – niższej i wyższej (...); 3. powinna być utworzona specjalna instytucja (niezależna i stała), której naród powierza nadzór nad działalnością zarówno parlamentu, jak i rządu [Rada Najwyższa]”. Bartoszewicz zakładał, że każda z izb powinna posiadać pełne prawa legislacyjne, ale aby jakakolwiek ustawa mogła zostać uchwalona, potrzebowała współdziałania ich obu. Rada Najwyższa natomiast miałaby pełnić rolę wniosko- i opiniodawczą wobec prezydenta, dla którego autor projektu przewidywał wzmocnienie władzy. Dla Bartoszewicza prawo miało być regulatorem stosunków społecznych i politycznych. Natomiast gwarantem prawidłowego funkcjonowania sądownictwa miała być „niezawisłość i niezależność, zarówno od kierunków polityki, jak i od wpływów władzy wykonawczej”.
Krytycznie wypowiadał się o państwie demokratycznym i parlamentarnym, gdzie większość obywateli jest bezpartyjna. Było to w jego mniemaniu czymś „niepożądanym i szkodliwym”. Podobnie negatywnie traktował biurokrację, której funkcjonowanie łączył z państwami absolutnymi, policyjnymi i centralistycznymi. Kraje konstytucyjno-parlamentarne, zdecentralizowane i posiadające sprawny samorząd, nie były narażone na rozwój biurokracji. Niebagatelne znaczenie w tej kwestii miał mieć fakt wyrobienia obywatelskiego mieszkańców danego państwa. Krytykował etatyzm jako „ideał socjalistów”. W ten sposób wyrażał tendencje panujące w obozie narodowym, gdzie opowiadano się za jak najmniejszym przymusem państwowym, a promowano inicjatywę obywatelską

### Kresy Wschodnie
Tematyka ta zajmowała w publicystyce Joachima Bartoszewicza zdecydowanie najwięcej miejsca. Jeszcze przed Wielką Wojną, pisząc o Kresach Wschodnich, miał na myśli Litwę i Ruś w granicach przedrozbiorowych. Później rzecz ujmował podobnie. Jako mieszkaniec tamtych terenów uważał, że ludność polska wyróżnia się pozytywnie pod względem zamożności, ale jest jej zbyt mało. Stąd już wtedy proponował i widział 3 lub 5-krotną możliwość napływu Polaków, którzy mogliby się „wygodnie rozsiąść na tych naszych bujnych przestrzeniach”. Widział także konieczność zaktywizowania Polaków na tamtych terenach, by wzmocnić ich pozycję. Te ogólnikowe postulaty miały szczegółową kontynuację już w odrodzonej Polsce. Snując rozważania o granicach państwa proponował odróżnić pojęcia terytorium historyczno-politycznego od etnograficznego („obszar plemiennego zasiedlenia”). Pod pierwszym pojęciem rozumiał on ziemie niezbędne dla rozwoju narodu, a więc formacji politycznej; pod drugim zaś obszar szczepu, plemienia, narodowości. Bartoszewicz twierdził, że naród nie może mieć swoich ziem ograniczonych tylko do zakresu obszaru, jaki zasiedla. Bo naród to organizm ekspansywny i przekracza swoje terytorium, by zaludnić obszary niezamieszkane. Jeśli są tam jakieś ludy, np. politycznie zorganizowane (więc narody), to ekspansja jest utrudniona. Jeśli jest inaczej i ludność tam jest bierna, niezorganizowana politycznie (szczep, plemię), to zasila ona naród panujący i jego państwo. Tak rodziła się według Bartoszewicza więź historyczno-terytorialna. Zwracał on także uwagę na pokojowy aspekt poszerzania terytorium, granic, obszaru narodu i państwa. Artykułował to, pisząc: „Od unji lubelskiej w roku 1569 województwa południowo-wschodnie (...) uznane zostały za formalnie należące do Korony”. Mocno podkreślał, że ekspansja miała odbywać się zgodnie z prawem. Bartoszewicz lubił sięgać do argumentacji historycznej w swoich rozważaniach, np. do czasów Bolesława Chrobrego i jego koncepcji określenia granic państwa. Pisał, że „jego program terytorialny nie stracił po dziś dzień swego znaczenia i aktualności”. Bardzo pozytywnie wypowiadał się na temat polityki pierwszego króla polskiego wobec Niemiec, o panowanie nad morzem, ale także o fakcie zdobycia przez niego Kijowa.
Ale politykę odradzającego się państwa polskiego wobec kresów i tamtejszej ludności oceniał krytycznie. Działania wojenne z wiosny 1920 określił jako „lekkomyślną wyprawę kijowską”, zaś odwrót Polaków z tamtych terenów nazwał mianem „haniebnego popłochu”.
Dla działań państwa na kresach nie pozostawiał najmniejszego usprawiedliwienia. Władze obarczał odpowiedzialnością za to, że szacunek, jakim się cieszyli wśród miejscowej ludności Polacy, został przez lewicowe rządy polskie podkopany i zniszczony. Pisał: „od roku 1919 czyniono wszystko, aby powagę Polski osłabić, kiedy antypolska polityka rządu polskiego realizowała w przyspieszonym tempie i na swój oryginalny sposób zamierzenia rządu zaborczego”. Przekonywał, że na panowanie Polski czekali mieszkańcy tamtejszych ziem z niecierpliwością, bo jej przybycie miało oznaczać kres chaosu i niepewnych perspektyw. Ale tak się nie stało, stan tymczasowości utrzymywał się. Szczególnie krytycznie oceniał porozumienie Piłsudskiego z Petlurą, które w ocenie Bartoszewicza wywołać miało u tubylców przeświadczenie, „iż Polska nie myśli na tych ziemiach się utrwalać”. Poza tym starał się dowodzić, że socjaliści sprawujący władzę prowadzili politykę, która uderzyła w polskie majątki obszarnicze na wschodzie, nie proponując nic w zamian. Mieszkańcy tamtych ziem, wedle argumentacji Bartoszewicza, ujrzeli, że to co kiedyś sami szanowali, to co polskie, jest niszczone przez samych Polaków. Stwierdzał, że imię Polski, które do tej pory cieszyło się należytą powagą, zostało zniszczone. Winą za to obarczał jednoznacznie socjalistów. Dowodził, że gdy w czasie zaborów „Polak był dla tamtejszego chłopa synonimem prawości i uczciwości”, to obecnie chłop ten „nabrał innego przekonania”. Wyrażał się krytycznie o wprowadzeniu tzw. osadnictwa wojskowego na kresach. Żołnierze nie byli przygotowani do uprawy roli, więc ją dzierżawili, bądź leżała ona odłogiem. Tacy osadnicy czasem żebrali, bo nie potrafili się wyżywić, co utrwalało negatywny obraz Polaka u autochtonów.
Bartoszewicz ubolewał nad faktem, że Polacy tak naprawdę o Kresach wiedzą bardzo niewiele. Żalił się nad utrwalonym stereotypem, iż na tamtejszych terenach Polacy to tylko magnaci i ziemianie w niewielkiej ilości. W tej niewiedzy upatrywał źródła obojętności i bierności Polaków wobec posunięć i polityki sprawujących władzę w kwestii kresów. Bo „sprawa naszych ziem wschodnich nie jest sprawą lokalną, ale ogólnopaństwową. Stąd zachęcał do zapoznawania się z problematyką kresową, a nawet propagował istnienie Towarzystwa Opieki nad Kresami.
Z problematyką kresową związana była idea federacji, której Bartoszewicz poświęcił bardzo dużo miejsca. Tej koncepcji przeciwstawiał się już podczas obrad delegacji polskiej w Paryżu, zaś w niepodległej Polsce był to ten temat, który w jego publikacjach pojawiał się bardzo często. Nie krył zadowolenia z faktu, że „program federacyjny załamał się wskutek postanowień traktatu ryskiego”. W efekcie „ziemie wschodnie zostały włączone do Polski na podstawie programu inkorporacyjnego. Znaczy to, iż są one dzisiaj integralną częścią jednolitego terytorium państwowego”. Nawet po tym wydarzeniu uważał, że ciągle są osoby, dla których idea federacji jest postulatem do realizacji. Dostrzegał, że główną argumentacją zwolenników federacji było odwoływanie się do faktów historycznych. Te Bartoszewicz starał się obalać, twierdząc, że „w przeddzień tedy utraty niepodległego bytu politycznego Polska była państwem jednolitem, a nie związkiem federacyjnym państw i narodów”. Na argument, że dawną unię zawiązali magnaci, a nie wszyscy mieszkańcy, odpowiadał, że należy przyjmować dziedzictwo historii takim, jakie jest. Na głosy, że w ramach federacji należy zawiązać unię odpowiadał, że już została zawarta.

### Problematyka różna
Bartoszewicz poruszał w swojej publicystyce szereg innych zagadnień, które zajmowały mniej jego uwagi, lecz również były istotne. W kwestii roli religii podkreślał Bartoszewicz istotne znaczenie katolicyzmu w życiu Polaków. Pisał: „katolicyzm (...) w Polsce (...) stał się niezbędną formą narodowego życia, ostoją, przeciw niemczyźnie i wschodniemu rosyjskiemu barbarzyństwu, krzewicielem podstaw łacińskiej kultury i rzymskiego prawa”. Podkreślał, że religia jako taka musi być dostrzegana przez polityków, bo Kościół wraz z religią przyczynia się do ugruntowania trwałości państwa, a także zachowania pokoju społecznego.
W kwestiach gospodarczych za nierozerwalne wartości uznawał związek własności prywatnej z wolnością człowieka. Kapitalizm traktował jako „system gospodarki społecznej”, który „służy najlepiej interesom produkcji”. Głosił poglądy antysocjalistyczne, przejawiające się w krytyce etatyzmu, biurokracji i korupcji. Był przeciwnikiem strajków.
W polityce zagranicznej wyraźnie stawiał na sojusz z Francją, co korespondowało z poglądami całego obozu narodowego w tej mierze. Jednocześnie dostrzegał, że położenie geopolityczne Polski nie gwarantuje jej bezpieczeństwa. W tym kontekście nie wierzył w możliwości i działalność Ligi Narodów, którą nazywał „papierową instytucją”. Krytycznie odnosił się do paktu Brianda-Kellogga i protokołu Litwinowa. Miał podobny stosunek do polityki prowadzonej przez ministra Józefa Becka.
Patriotyzm rozumiał jako „miłość Ojczyzny”. Rozróżniał różne jego rodzaje: bierny i czynny oraz egoistyczny i ofiarny. Dodawał też, że „tylko naród patriotyczny zrozumieć i uszanować patrjotyzm innych narodów”. Osobne zagadnienie stanowiła kwestia patriotyzmu polskiego: u szlachty nie widział wyrobionego pojęcia patriotyzmu, która ze swymi pojęciami „nie wykraczała poza powiat”. Krytykował patriotyzm pod zaborami: nierealny i cierpiętniczy zarazem; niejednokrotnie dalej stanowy, dzielnicowy (ten ostatni najbardziej obecny w Galicji). Nierealny patriotyzm chronił co prawda przed wynarodowieniem, ale był czekaniem na cud. Niepodległość Polski była wynikiem pracy patriotów, którzy realizowali politykę realną, czyli: Popławskiego, Balickiego i Dmowskiego. Bartoszewicz liczył, że w odrodzonej Polsce zmieni się „duszę i rozum polskiego narodu i (...) dotychczasowy romantyczno-nierealny typ jego patriotyzmu”. Uważał, że to się udało, ale tylko częściowo. Twierdził, że i wśród socjalistów są dobrzy patrioci, ale ich program jest międzynarodowy. Musieliby więc wyrzec się swego programu politycznego, by w pełni być patriotami. Bowiem „nie każda miłość Ojczyzny wystarcza na to, aby dać treść pojęciu patriotyzmu”. Bo miłość Ojczyzny to nie tylko uczucie, ale także „rozumna świadomość celu” do którego się dąży. Wiedzieć jak ten cel osiągnąć, umieć oceniać rzeczywistość, do czego potrzebne jest i „serce i rozum”. Na tym polu widział Bartoszewicz wiele pracy, gdyż „patriotyzm ma uszlachetniać i udoskonalać całość Polski”. Postulował więc przezwyciężenie „szkodliwych tradycji”, by osiągnąć istotę patriotyzmu rozumnego i oświeconego. „Gdy ogół polski dojdzie do tego typu patrjotyzmu, wówczas znajdzie on w tem uczuciu trwałą ostoję swego wewnętrznego bytu i najpewniejszą tarczę, chroniącą go od zewnętrznych niebezpieczeństw”.

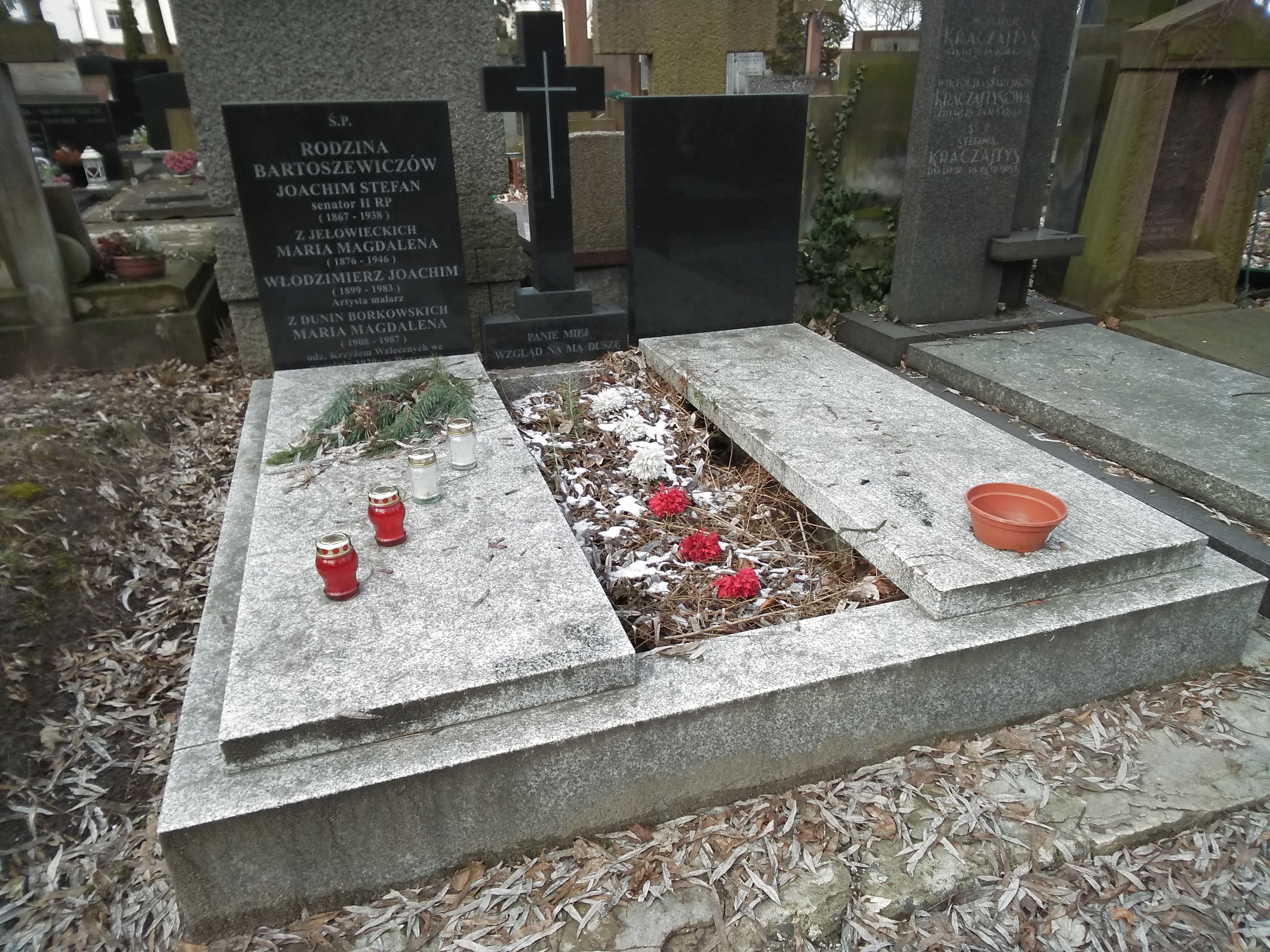
Grób Joachima Bartoszewicza na cmentarzu Powązkowskim

## Prace
W 1951 jego praca Znaczenie polityczne Kresów Wschodnich dla Polski została wycofana z polskich bibliotek oraz objęta cenzurą.
- Na Rusi: polski stan posiadania: kraj, ludność, ziemia (Kijów 1912),
- Sprawa polska (Kijów 1918),
- Podręczny słownik polityczny (Warszawa 1922),
- Walka o Polskę (Poznań 1920)
- Znaczenie polityczne Kresów Wschodnich dla Polski (Warszawa 1924),
- Zagadnienia polityki polskiej (Warszawa 1929).